# Episodi di Spicchi di cielo tra baffi di fumo
La serie animata Spicchi di cielo tra baffi di fumo è stata prodotta nel 1995 dalla Nippon Animation in 33 episodi e fa parte del progetto World Masterpiece Theater (Sekai Meisaku Gekijo). Gli episodi non sono mai stati trasmessi in Italia integralmente, ma hanno subito pesanti censure, che nella trasmissione del 1997 su Italia 1 hanno portato perfino all'eliminazione di un intero episodio. Nel 2002 la Dynamic ha iniziato la riedizione integrale in VHS della serie, interrotta però dopo la seconda videocassetta, con i dialoghi delle parti censurate in lingua originale sottotitolati in italiano.

## Episodi
| Nº | Titolo italiano Giapponese 「Kanji」 - Rōmaji | In onda           | In onda |
| Nº | Titolo italiano Giapponese 「Kanji」 - Rōmaji | Giapponese        |         |
| 1  | Una festa in un villaggio sulle Alpi 「アルプス！小さな村の大事件」 - Alps! Chiiisana mura no daijiken | 15 gennaio 1995   |         |
| 1  | Il giorno della festa del paese arriva Luini, noto come "Il Diavolo", in cerca di bambini da portare a Milano come spazzacamini. Luini appicca il fuoco ai campi di mais del padre di Romeo, per riuscire ad ottenere il ragazzo dai genitori. |                   |         |
| 2  | Inizia una nuova vita 「運命のはじまり・炎の中の家族」 - Unmei no hajimari ・ Honoo no naka no kazoku | 22 gennaio 1995   |         |
| 2  | Luini contatta il padre di Romeo per "comprare" il ragazzo, ma il padre rifiuta decisamente. Ma durante la notte l'uomo si ammala gravemente per le conseguenze dell'incendio dei suoi campi. |                   |         |
| 3  | Addio montagne 「さよなら・ぼくの村」 - Sayonara ・ Boku no mura | 29 gennaio 1995   |         |
| 3  | Per pagare le spese mediche al padre e salvargli la vita, Romeo, di sua iniziativa, si "vende" a Luini. Il padre è salvo, ma Romeo dovrà partire per Milano con Luini. |                   |         |
| 4  | Ricercati 「似顔絵の少年」 - Nigaoe no shounen | 5 febbraio 1995   |         |
| 4  | Durante il viaggio, Romeo incontra Alfredo, che diventerà in seguito suo amico fraterno. Alfredo condivide con Romeo il destino di spazzacamino, ma sembra nascondere un terribile segreto che riguarda lui e sua sorella Bianca. |                   |         |
| 5  | Una notte di attesa 「酒場での一夜」 - Sakaba de no ichiya | 12 febbraio 1995  |         |
| 5  | Arrivati a Locarno sul Lago Maggiore, Romeo, Alfredo e tutti gli altri ragazzini di Luini, in una notte di tempesta vengono caricati su una barca per arrivare sull'altra sponda del lago. |                   |         |
| 6  | La barca è colata a picco 「舟が沈む！！嵐の中の友情」 - Fune ga shizumu!! Arashi no naka no yuujyou | 19 febbraio 1995  |         |
| 6  | La barca che porta i bambini affonda a causa della tempesta. Solo Romeo, Alfredo e Luini si salvano dal naufragio e possono riprendere il loro viaggio per Milano. |                   |         |
| 7  | La casa dell'angelo 「天使の住む家」 - Tenshi no sumu ie | 26 febbraio 1995  |         |
| 7  | Al loro arrivo a Milano, Romeo e Alfredo vengono separati, venduti a due diversi spazzacamini. Romeo inizia quindi la sua nuova vita a casa del signor Rossi. |                   |         |
| 8  | Il regalo dell'angelo 「天使からの贈り物」 - Tenshi kara no okurimono | 5 marzo 1995      |         |
| 8  | La vita di Romeo è molto dura, lavoro pesante e poco cibo per sfamarsi. Ma una sera trova nella sua stanzetta una scatola con cose buone da mangiare. Forse è il regalo di un angelo... |                   |         |
| 9  | Una lettera d'amore al chiaro di luna 「月夜のラブレター」 - Tsukiyo no rabureta | 12 marzo 1995     |         |
| 9  | Romeo scopre che l'"angelo" vive nella stanza attigua alla sua. Si tratta di Angeletta, una ragazzina che non può uscire a causa della sua malattia. |                   |         |
| 10 | Il quaderno 「青空のスケッチブック」 - Aozora no sukecchibukku | 19 marzo 1995     |         |
| 10 | Per fare felice Angeletta, Romeo le porta uno splendido regalo: il cielo azzurro sopra Milano, racchiuso in una piuma di colombo. La ragazzina, sempre chiusa nella sua stanza, non aveva mai visto niente di così meraviglioso. |                   |         |
| 11 | Una nuova amicizia 「友だちになろう!」 - Tomodachi ni narou! | 23 aprile 1995    |         |
| 11 | Anselmo, il figlio del signor Rossi, è entrato con l'inganno nella banda dei "Lupi Guerrieri", ma le sue bugie vengono scoperte. Anselmo viene picchiato selvaggiamente e cacciato dalla banda. |                   |         |
| 12 | Fuga nella nebbia 「霧の街に消える」 - Kiri no machi ni kieru | 30 aprile 1995    |         |
| 12 | Anselmo è convinto erroneamente che la causa dei suo problemi sia Romeo: riesce a fare accusare ingiustamente il ragazzo di furto e Romeo è costretto a fuggire. |                   |         |
| 13 | Un incontro inaspettato 「地下水道での再会」 - Chikasuidou deno saikai | 7 maggio 1995     |         |
| 13 | Romeo è disperato, perché è convinto che anche Angeletta creda che lui sia un ladro. Tenta di fuggire da Milano, aiutato da Dante, uno dei ragazzi che credeva morto nel naufragio, e da Andrea, un membro della banda dei "Lupi Guerrieri", ma il suo piano fallisce. |                   |         |
| 14 | La conquista della libertà 「逃げるんだ！！早く」 - Nigerunda!! Hayaku | 14 maggio 1995    |         |
| 14 | Romeo salva la vita a Rossi e ai poliziotti della stazione di polizia, presa di mira da un gruppo di banditi e riesce a dimostrare la sua innocenza. |                   |         |
| 15 | I Fratelli del Camino 「火をともせ！11人の誓い」 - Hi wo tomose!! Juuichinin no chikai | 21 maggio 1995    |         |
| 15 | Romeo ritrova Alfredo e assieme agli altri ragazzi spazzacamini, fondano il gruppo "I Fratelli del Camino", per contrastare le prepotenze della banda dei "Lupi Guerrieri". Nella prima riunione, in un nascondiglio segreto, i ragazzi si scambiano la promessa di essere sempre uniti.                                                                                         |                   |         |
| 16 | L'esempio di Alfredo 「ライバルはアルフレド！」 - Raibaru wa Alfredo | 28 maggio 1995    |         |
| 16 | I "Fratelli del Camino" lanciano la sfida ai "Lupi Guerrieri". Presso la chiesa di San Babila ci sarebbe stata la resa dei conti tra le due bande. |                   |         |
| 17 | L'imboscata alla chiesa di San Babila 「聖バビラ教会の決闘」 - Hijiri Babira kyoukai no kettou | 4 giugno 1995     |         |
| 17 | I "Fratelli del Camino" vincono la battaglia alla chiesa di San Babila e Alfredo scopre che Andrea è in realtà una ragazza. Giovanni, il capo dei "Lupi Guerrieri", su suggerimento di Andrea, rapisce Michele, il membro più giovane dei "Fratelli" per fare uscire allo scoperto Alfredo.                                                                                      |                   |         |
| 18 | La grande sfida 「朝日にとどけ！団結の歌」 - Asahi nitodoke ! danketsu no uta | 11 giugno 1995    |         |
| 18 | Per liberare Michele, Alfredo si consegna ai "Lupi". Romeo e gli altri "Fratelli" ingaggiano un'aspra lotta al Parco Sempione e riescono a sconfiggere di nuovo i "Lupi" salvando Alfredo. |                   |         |
| 19 | L'arrivo della nonna 「おばあちゃんは魔法使い」 - Obaachan wa mahoutsukai | 18 giugno 1995    |         |
| 19 | La vecchia madre del signor Rossi viene improvvisamente a far visita alla famiglia e lascia a Romeo un meraviglioso regalo. |                   |         |
| 20 | Le marionette di Teo 「テオじいさんの人形劇」 - Theo jiisan no nigyougeki | 2 luglio 1995     |         |
| 20 | Romeo e la banda dei "Fratelli del Camino" aiutano Angeletta a ritrovare il padre di Nanà, una bambina che vive con il nonno Teo in una casa vicina a quella dei Rossi. |                   |         |
| 21 | Il segreto di Angeletta 「アンジェレッタの秘密」 - Angeletta no himitsu | 9 luglio 1995     |         |
| 21 | C'è un mistero nella vita di Angenetta, che il signor Rossi non ha mai raccontato. Angeletta in realtà appartiene ad una delle famiglie più in vista di Milano, i duchi Montabani. La nonna ha affidato la piccola ai Rossi dopo la prematura morte dei genitori. |                   |         |
| 22 | A casa della Contessa 「おばあさまに会えた!」 - Obaasama ni aeta! | 6 agosto 1995     |         |
| 22 | Angeletta vorrebbe incontrare la nonna prima di morire, e nonostante il rifiuto della duchessa, Romeo e gli altri amici riescono a portare la ragazzina a casa della nonna. |                   |         |
| 23 | Arrivederci angelo mio 「さよなら・・・ぼくの天使」 - Sayonara... boku no tenshi | 13 agosto 1995    |         |
| 23 | Angeletta, a causa di questa avventura, è molto grave e sembra quasi che non abbia le forze per riprendersi. Ma il cuore della "Duchessa di Ghiaccio" finalmente si scioglie e la nonna di Angeletta, pentita, porterà la ragazzina in Francia per farla guarire. |                   |         |
| 24 | Bianca 「ねらわれた兄姉」 - Nerawareta kyoudai | 20 agosto 1995    |         |
| 24 | Romeo sta lavorando vicino ad un albergo, quando vede una ragazza che sta tentando di fuggire dalla finestra. È Bianca, la misteriosa sorella di Alfredo, che è stata rapita dagli zii. |                   |         |
| 25 | La liberazione di Bianca 「再会！ビアンカとアルフレド」 - Saikai! Bianca to Alfredo | 27 agosto 1995    |         |
| 25 | Alfredo è il figlio dei visconti Martini che sta fuggendo dal perfido zio che vuole eliminarlo per usurpargli il titolo. Con l'aiuto dei "Fratelli del Camino" Alfredo riesce a liberare Bianca, la sorella prigioniera dello zio, ma quando tutto sembra finito, improvvisamente cade a terra svenuto.                                                                          |                   |         |
| 26 | Un animo nobile 「誇り高き魂」 - Hokori takaki tamashii | 3 settembre 1995  |         |
| 26 | Alfredo sa di essere molto malato, e prima di morire vuole conferire col re per fare condannare gli zii e riabilitare il nome dei Martini. Prepara con gli altri "Fratelli" un piano per entrare nella villa dove il giorno dopo si sarebbe trovato il re durante un ricevimento. Solo ad Andrea rivelerà la sua grave malattia, pregandola di non svelare a nessuno il segreto. |                   |         |
| 27 | Il giorno più lungo 「長い一日のはじまり」 - Nagai ichinichi no hajimari | 10 settembre 1995 |         |
| 27 | Arriva il giorno della spedizione alla villa. I "Lupi Guerrieri", all'insaputa del loro capo Giovanni, rapiscono di nuovo Alfredo. ma Romeo riesce a liberarlo in tempo per l'inizio della missione. Intanto Andrea disperata rivela a Giovanni che Alfredo sta per morire e lui decide di aiutarlo a compiere il suo piano.                                                     |                   |         |
| 28 | Il nobile Alfredo 「貴公子アルフレド」 - Kikoushi Alfredo | 17 settembre 1995 |         |
| 28 | Alfredo con l'aiuto dei "Fratelli del Camino" e dei "Lupi Guerrieri" che uniscono le loro forze, penetra nella villa del ricevimento e riesce a parlare con il re, a dimostrare la sua innocenza e a far condannare i perfidi zii. |                   |         |
| 29 | Addio Alfredo 「永遠のアルフレド」 - Eien no Alfredo | 22 ottobre 1995   |         |
| 29 | Alfredo esce vincitore dall'avventura, ma lo sforzo sostenuto ha bruciato le sue ultime energie e dopo essersi recato a pregare nella chiesa di San Babila, muore tra le braccia di un disperato Romeo. |                   |         |
| 30 | L'ultimo saluto 「最後の誓い」 - Saigo no chikai | 29 ottobre 1995   |         |
| 30 | Romeo è distrutto, ma i "Fratelli del Camino" lo convincono a scuotersi e a diventare il loro nuovo capo. Al funerale di Alfredo, riuniti per un ultimo saluto, ci saranno i "Fratelli", i "Lupi" e tutti coloro che gli erano stati vicino in vita. |                   |         |
| 31 | Il tesoro più prezioso 「本当の宝物」 - Hontou no takaramono | 3 dicembre 1995   |         |
| 31 | La vita continua e Romeo è il nuovo capo dei "Fratelli". Il ragazzo si fa apprezzare ed amare subito dalla banda, aiutando il piccolo Michele a recuperare un regalo fattogli dalla madre. |                   |         |
| 32 | La Vigilia di Natale 「素敵なクリスマスイブ」 - Suteki na kurisumasu ivu | 10 dicembre 1995  |         |
| 32 | Romeo ha un piccolo incidente sul lavoro e passa una settimana dal dott. Casela in convalescenza. Il dottore adotterà Bianca e farà lezioni private a Romeo. |                   |         |
| 33 | Sulle ali della libertà 「空へ！自由の翼にのって」 - Sorae! Jiyuu no tsubasa ni notte | 17 dicembre 1995  |         |
| 33 | I sei mesi di contratto sono terminati ed è il momento degli addii. Romeo torna al suo villaggio senza dimenticare gli amici e le promesse che aveva fatto ad Alfredo. |                   |         |